# 黄荣翰
黄荣翰（1917年—），男，陕西长安人，中华人民共和国农田水利学家，教授级高级工程师。曾任中国水利水电科学研究院咨询委员。